# Església Vella de Santa Gertrudis
L'Església Vella de Santa Gertrudis (en letó: Vecā Svētās Ģertrūdes evaņģēliski luteriskā baznīca) és una església luterana a la ciutat de Riga, capital de Letònia, està situada al carrer Ģertrūdes, 6. És una església parroquial de l'Església Evangèlica Luterana de Letònia. Té una llarga associació amb la comunitat ètnica alemanya de Riga, i el culte a la congregació es realitza en alemany.

## Situació
L'església està situada en un barri de Riga, històricament fora dels murs principals de la ciutat i, per tant, sense protecció en temps de guerra o de setge.

## Història
Set esglésies dedicades a santa Gertrudis han estat situades en el mateix lloc o en un de proper a l'actual. La primera edificació, amb data de la construcció desconeguda, però amb notícies de la seva existència el 1418 va ser edificada en pedra, i posteriorment demolida.

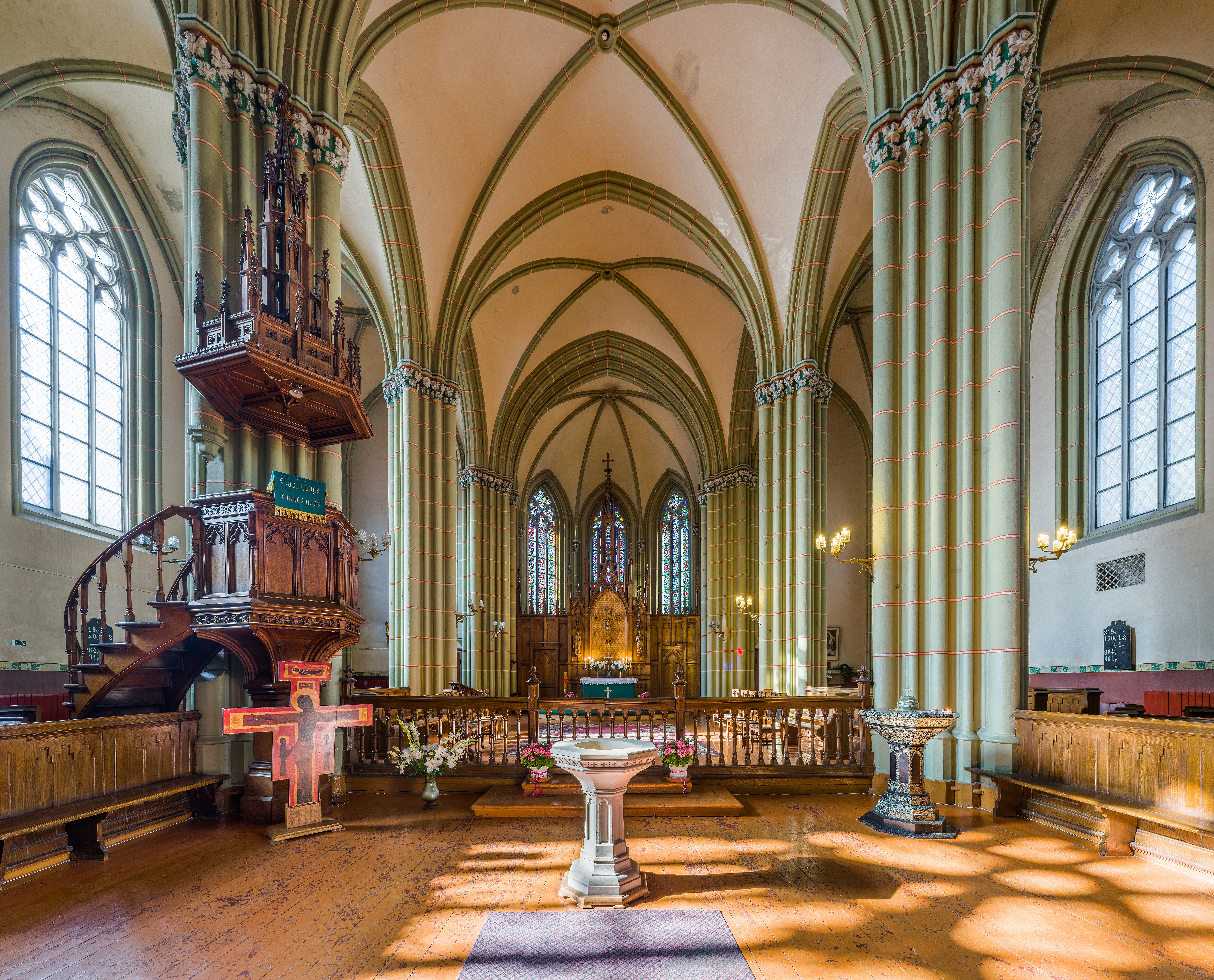
Interior de l'església

Entre 1589 a 1591 va ser reconstruïda. Destruïda novament el 1605 per l'exèrcit suec assetjant Riga en aquest any. L'església reconstruïda no va patir danys durant el setge rus de Riga de 1656, encara que les seves campanes i orgues van ser robats i portats a Rússia. El 1700 l'església va ser destruïda novament, com a part dels combats de la Gran Guerra del Nord. De 1743 a 1744 es va reconstruir l'església, en fusta. Entre 1753 al 1754 l'església va ser reconstruïda novament, per tal d'ampliar-la, i va ser moblada novament amb campanes i un orgue. Una més gran expansió va portar a una reconstrucció entre els anys 1778-1779, i un canvi d'ubicació novament al lloc exacte de l'església de pedra original. Es va fer amb intenció per construir en pedra, però va ser rebutjat per l'ajuntament -les estructures de pedra només es permetien a l'interior de les muralles de la ciutat-, així que una altra església de fusta va ser construïda. Aquest edifici va ser destruït durant la invasió francesa de 1812. L'església fou reconstruïda novament entre 1814 i 1817. Finalment el 1866-1869 la present església de pedra i maó va ser construïda per reemplaçar l'edifici de fusta.